# 北方綠森蚺
北方綠森蚺（學名：Eunectes akayima），是一種蚺亞科物种，主要棲息於南美洲熱帶雨林、河川、沼澤，為蚺科體型最大的成員，同時是世上最大的蛇之一。
北方綠森蚺在2024年被發現確認為新物種，是森蚺的近似物種。